# Загадкова історія Бенджаміна Баттона (фільм)
«Загадкова історія Бенджаміна Баттона» (англ. The Curious Case of Benjamin Button) — фантастичний фільм 2008 року, знятий Девідом Фінчером за однойменним оповіданням Френсіса Скотта Фіцджеральда. 
Оскільки розповідь була короткою, сценарист Ерік Рот перетворив її «на 200-сторінковий сценарій, який описує 80 років життя цієї незвичайної людини».
«Загадкова історія Бенджаміна Баттона» вийшла в Північній Америці 25 грудня 2008 року і отримала позитивні відгуки критиків, які високо оцінили режисуру Фінчера, гру Пітта, виробничі цінності та візуальні ефекти. Фільм зібрав 335,8 мільйона доларів в усьому світі, бюджет становив 167 мільйонів доларів. Фільм отримав тринадцять номінацій на премію Оскар, більшість з 81-ої премії Оскар, у тому числі за найкращий фільм, найкращу режисуру Фінчера, найкращу чоловічу роль Пітта та найкращу жіночу роль другого плану Тараджі П. Хенсон, також премії за найкращу художню постановку, найкращий грим і найкращі візуальні ефекти.

## Сюжет
У серпні 2005 року, Дейзі Фуллер лежить на смертному одрі в лікарні Нового Орлеана. Вона розповідає своїй доньці Керолайн про сліпого годинникаря містера Гато, якого в 1918 році найняли виготовити годинник для залізничного вокзалу. Годинник ішов у зворотному напрямку і був задуманий як меморіал для тих, хто втратив своїх синів у Першій світовій війні, як і сам Гато. Потім Дейзі просить Керолайн прочитати їй вголос щоденник Бенджаміна Баттона.
Увечері 11 листопада 1918 року народжується хлопчик із зовнішністю та хворобами старої людини. Його мати, Керолайн, помирає під час пологів, а батько — заможний промисловець Томас Баттон — у жаху залишає немовля на ґанку будинку для літніх людей. Доглядальниця Квіні та кухар містер Везерс знаходять дитину, і Квіні вирішує виховати його як свого сина, назвавши Бенджаміном. З роками він фізично вписується серед літніх мешканців, хоча розум залишається дитячим. Старіючи навпаки, він переходить із візка на милиці, а потім починає ходити.
На День подяки 1930 року Бенджамін зустрічає семирічну Дейзі, чия бабуся мешкає в тому самому будинку. Між ними одразу виникає зв’язок. Згодом він знаходить роботу на буксирі Chelsea, капітаном якого є Майк Кларк. Томас Баттон представляється Бенджаміну, але не зізнається, що він — його батько. Восени 1936 року Бенджамін вирушає в морську подорож з екіпажем буксира, а Дейзі тим часом вступає до балетної трупи в Нью-Йорку.
У 1941 році в Мурманську Бенджамін закохується в Елізабет Аббот — дружину голови британської торгової місії. Їхній роман закінчується, залишивши Бенджаміна з розбитим серцем. У грудні США вступають у Другу світову війну. Майк добровільно віддає буксир на службу ВМС США, і їх призначають на рятувальні місії. Вони знаходять потоплений американський транспорт і тисячі тіл загиблих солдатів. Невдовзі з’являється німецький підводний човен, відкриває вогонь і торпедує буксир. Капітан Майк таранить човен, обидва кораблі вибухають і йдуть на дно. Виживають лише Бенджамін і моряк Рік Броуді.
У травні 1945 року Бенджамін повертається до Нового Орлеана, знову зустрічає Квіні й дізнається, що містер Везерс помер. Він знову бачиться з Дейзі, яка намагається його спокусити, але Бенджамін відмовляється, і вона йде. Згодом він відвідує смертельно хворого Томаса Баттона і дізнається правду про своє походження. Томас передає йому свою фабрику ґудзиків і майно перед смертю.
У 1947 році Бенджамін неочікувано навідується до Дейзі в Нью-Йорк, але, побачивши її з іншим чоловіком, мовчки іде. У 1954 році її балетна кар’єра завершується після автомобільної аварії в Парижі, в якій вона ламає ногу. Коли Бенджамін провідує її, вона шокована його молодим виглядом, але через злість і біль виганяє його зі свого життя.
У 1962 році Дейзі повертається до Нового Орлеана і возз’єднується з Бенджаміном. Тепер вони виглядають приблизно однакового віку, закохуються і починають жити разом. Після смерті Квіні, у 1967-му, Дейзі відкриває балетну студію та повідомляє, що вагітна. Навесні 1968 року народжується їхня донька — Керолайн. Бенджамін, усвідомлюючи, що через своє зворотне старіння не зможе бути повноцінним батьком, продає все майно, залишає гроші для Дейзі й доньки та зникає, мандруючи світом у 1970-х роках.
У 1980 році, фізично виглядаючи молодим, Бенджамін повертається. Дейзі вже одружена. Вона знайомить його зі своїм чоловіком Робертом і донькою Керолайн як із «старим другом родини». Пізніше вона приходить до нього в готель, де вони проводять ніч разом і знову прощаються. У 1990 році, після смерті чоловіка, Дейзі отримує звістку, що Бенджаміна знайшли в закинутій будівлі в поганому стані. Він уже виглядає як підліток, має ознаки деменції, а в його речах знаходять щоденник із її іменем. У 1997 році вона переїжджає в будинок для літніх людей, щоб доглядати за ним. З часом Бенджамін регресує до стану немовляти.
У 2003 році Бенджамін помирає в її обіймах — фізично немовля, але хронологічно 85-річний чоловік. У 2005 році, завершивши читати історію, Керолайн дізнається, що Бенджамін був її батьком. Дейзі помирає. Тим часом ураган Катріна затоплює приміщення, де зберігався годинник Гато, що все ще продовжує тікати..назад.

## У ролях
- Бред Пітт — Бенджамін Баттон
  - Чендлер Кентербері — Бенджамін Баттон (8 років)
  - Спенсер Деніелс[en] — Бенджамін Баттон (12 років)
- Кейт Бланшетт — Дейзі
  - Ель Феннінг — Дейзі (7 років)
- Джулія Ормонд — Керолін
- Джейсон Флемінг[en] — Томас Баттон
- Тільда Свінтон — Елізабет Еббот
- Тараджі Генсон — Квінні
- Джаред Гарріс — капітан
- Магершала Алі — Тіззі
- Ед Мецгер[en] — Теодор Рузвельт

## Виробництво

### Підготовка до знімання
Продюсер Рей Старк купив права на екранізацію оповідання «Загадкова історія Бенджаміна Баттона» в середині 1980-х років, і був обраний Universal Pictures. Його вибір упав на режисера Френка Оза та актора Мартіна Шорта, якому було запропоновано головну роль, але Оз не зміг зрозуміти, як змусити історію працювати. 1991 року режисером фільму став Стівен Спілберг із Томом Крузом у головній ролі, але Спілберг залишив проєкт, щоб зняти «Парк Юрського періоду» та «Список Шиндлера». Старк зрештою продав права продюсерам Кетлін Кеннеді та Френку Маршаллу, який зняв фільм разом з Paramount Pictures та Universal Pictures, які, як і раніше, виступали як партнер зі спільного виробництва.
До літа 1994 року до керівника кінофестивалю Меріленда Джека Гермеса звернулися з пропозицією про можливість зняти фільм у Балтіморі. У жовтні 1998 року сценарист Робін Свайкорд написав для режисера Рона Говарда сценарій, у якому головного героя грає Джон Траволта. У травні 2000 року Paramount Pictures найняв сценариста Джима Тейлора, щоб адаптувати сценарій з розповіді. Сценарист Чарлі Кауфман також взяв участь у написанні сценарію. У червні 2003 року директор Гері Росс вступив у остаточні переговори, щоб очолити новий проєкт, сценарій якого написав Ерік Рот. У травні 2004 року режисер Девід Фінчер вступив у переговори, щоб замінити Росса як режисера фільму.

### Проби
У травні 2005 року Бред Пітт і Кейт Бланшетт вступили в переговори про те, щоб зіграти головні ролі у фільмі, у вересні 2006 у переговори про отримання ролей вступили також Тільда Свінтон, Джейсон Флемінг та Тараджі Генсон. У жовтні наступного року, до початку зйомок, Джулія Ормонд отримала роль дочки Дейзі, якій персонаж Бланшетт розповідає історію своєї любові до Бенджаміна Баттона. З деякими колегами по фільму Бред Пітт знімався у попередніх проєктах: з Ормонд у «Легендах осені», з Флемінгом у «Великому куші», з Джаредом Харрісом у «Дванадцять друзів Оушена», з Бланшетт — у «Вавилоні», зі Свінтон — у фільмі «Прочитати і спалити».

### Знімання
Новий Орлеан та його околиці у штаті Луїзіана були обрані місцями для знімання фільму. Знімання розпочали у жовтні 2006 року. Для знімання у Луїзіані було виділено 27 мільйонів доларів із бюджету фільму, який становив 167 мільйонів доларів. Знімання розпочали 6 листопада 2006 року у Новому Орлеані. У січні 2007 року Кейт Бланшетт приєдналася до зйомок. Фінчер високо оцінив легкість доступу до сільських та міських декорацій у Новому Орлеані та сказав, що відновлення від урагану Катріна не є перешкодою для зйомок. 
У березні 2007 року виробництво на два місяці перемістилося до Лос-Анджелесу. Основне знімання планували зробити за 150 днів. Решту часу Digital Domain використало, щоб створити, за допомогою візуальних ефектів, метаморфози персонажа Бреда Пітта на етапі дитинства. Режисер використав камеру, названу Mova Contour, розроблену Стівом Перлманом, щоб показати дані деформації особи наживо.
Навколишня ситуація у фільмі створена Matte World Digital, включаючи кілька кадрів інтер'єру залізничного вокзалу Нового Орлеана, щоб показати архітектурні зміни та погіршення в різні епохи. Залізнична станція була побудована у вигляді тривимірної моделі, були додані ефекти освітлення та старіння, використовуючи програмне забезпечення Next Limit's Maxwell rendering software – інструмент архітектурної візуалізації. Виробництво фільму було завершено у вересні 2007 року.

### Саундтрек
Музика до фільму була написана французьким композитором Александром Деспла разом із Hollywood Studio Symphony.

## Реліз
Спочатку реліз фільму «Загадкова історія Бенджаміна Баттона» був призначений на травень 2008 року, але пізніше дату прем'єри перенесли на 26 листопада 2008 року. Попри це, прем'єрний показ фільму відбувся в США 25 грудня 2008, у Мексиці 16 січня 2009, в Англії 6 лютого 2009.

### Касові збори
У день відкриття фільм посів друге місце після «Марлі та я» у Північній Америці з 11 871 831 доларів у 2988 кінотеатрах за середньої ціни 3973 долара. Однак у перші вихідні фільм опустився на третю позицію після «Марлі та я» та «Казки на ніч» з 26 853 816 доларів у 2988 кінотеатрах за середньої ціни 8 987 доларів. Фільм зібрав 127,5 мільйона доларів на внутрішньому ринку та 208,3 мільйона доларів на зарубіжних ринках, при цьому загальний валовий прибуток склав 335,8 мільйона доларів.

### Цифрові носії
Фільм вийшов на DVD 5 травня 2009 року, дистриб'ютор — компанія Paramount, а також на Blu-ray та дводисковому DVD, дистриб'ютор — компанія The Criterion Collection. Реліз Criterion включає більше трьох годин спеціальних матеріалів та документальний фільм про створення фільму.
Станом на 1 листопада 2009 року було продано 2515722 DVD-копії фільму, а виручка від продажів склала 41196515 доларів.

## Номінації та нагороди

### Нагороди
- 2009 — Премія «Оскар»
  - Найкраща робота художників-постановників — Дональд Грем Берт, Віктор Дзолфо
  - Найкраща робота гримерів — Грег Кенном
  - Найкращі спецефекти — Ерік Барба, Стів запро, Берт Долтон, Крейг Беррон
- 2009 — Премія «Сатурн»
  - Найкращий фільм в жанрі фентезі
  - Найкраща робота гримерів — Грег Кенном
  - Найкраща актриса другого плану — Тільда Суїнтон
- 2009 — Премія BAFTA 
  - Найкращий грим і волосся — Джин Енн Блек, Коллін Келлаган
  - Найкраща робота художників-постановників — Дональд Грем Берт, Віктор Дзолфо
  - Найкращі спецефекти — Ерік Барба, Стів запро, Берт Долтон, Крейг Беррон
- 2008 — Премія Національної ради кінокритиків США 
  - Найкращий режисер — Девід Фінчер
  - Найкращий адаптованій сценарій — Ерік Рот

### Номінації
- 2009 — Премія «Оскар»
  - Найкраща операторська робота — Клаудіо Міранда
  - Найкращий дизайн костюмів — Жаклін Вест
  - Найкращий монтаж — Кірк Бакстер, Енгус Волл
  - Найкраща режисура — Девід Фінчер
  - Найкращий оригінальний саундтрек — Олександр Деспла
  - Найкращий звук — Девід Паркер, Майкл Семанік, Рен Клайс, Марк Вайнгартер
  - Найкращий фільм року — Кетлін Кеннеді, Френк Маршалл, Сін Чеффін
  - Найкраща чоловіча роль — Бред Пітт
  - Найкраща жіноча роль другого плану — Тараджі Генсон
  - Найкращий сценарій, оснований на раніше опублікованому матеріалі Ерік Рот, Робін Свікорд
- 2009 — Премія «Сатурн»
  - Найкращий актор — Бред Пітт
  - Найкраща актриса — Кейт Бланшет
  - Найкращий режисер — Девід Фінчер
  - Найкраща музика — Олександр Деспла
  - Найкращі спецефекти — Ерік Барба, Стів запро, Берт Долтон, Крейг Беррон
  - Найкращий сценарій — Ерік Рот
- 2009 — Премія BAFTA
  - Найкраща операторська робота — Клаудіо Міранда
  - Найкращий дизайн костюмів — Жаклін Вест
  - Найкращий монтаж — Кірк Бакстер, Енгус Уолл
  - Найкращий режисер — Девід Фінчер
  - Найкращий фільм — Кетлін Кеннеді, Френк Маршалл, Сін Чеффін
  - Найкращий актор — Бред Пітт
  - Найкраща музика — Олександр Деспла
  - Найкращий адаптованій сценарій — Ерік Рот
- 2009 — Премія «Золотий глобус»
  - Найкращий режисер — Девід Фінчер
  - Найкращий фільм (драма)
  - Найкращий оригінальний саундтрек — Олександр Деспла
  - Найкраща чоловіча роль (драма) — Бред Пітт
  - Найкращий сценарій — Ерік Рот, Робін Свікорд
- 2009 — Премія «MTV Movie Awards»
  - Найкраща жіноча роль — Тараджі Генсон

## Рецензії

### Відгуки критиків
Агрегатор рецензій Rotten Tomatoes повідомляє, що 71% критиків дали фільму позитивні відгуки на основі 258 рецензій із середньою оцінкою 7,10 з 10. На Metacritic фільм отримав середньозважену оцінку 70 зі 100 на основі 37 оглядів. Yahoo! Movies повідомило, що фільм отримав середній бал B+ від критичного консенсусу на основі 12 оглядів. Глядачі, опитані CinemaScore, поставили фільму оцінку A – за шкалою від A до F.
Тодд Маккарті з журналу Variety дав фільму позитивну рецензію, назвавши його «дуже приємною порцією глибокої голлівудської розповіді». Пітер Хауелл з Toronto Star сказав: «Кажуть, що невивчене життя не варте того, щоб жити. «Загадкова історія Бенджаміна Баттона» пропонує доповнення: життя, прожите задом наперед, може бути набагато кориснішим» і описує фільм як «магічна і зворушлива розповідь про людину, яка проживає своє життя у зворотному напрямку» і «кіновиробництві в кращому вигляді». Род Йейтс з Empire надав йому п'ять зірок із п'яти можливих. Кірк Ханікатт з The Hollywood Reporter вважає, що фільм «чудово знятий і блискуче зіграний Бредом Піттом у його вражаючому виступі на сьогодні». Ханікатт похвалив Фінчера за постановку фільму і зазначив, що «кінематографія чудово поєднує в собі палітру приглушених землістих кольорів з необхідною комп'ютерною графікою та іншими візуальними ефектами, які переносять людину в чарівне минуле». Ханікатт заявляє, що суть Бенджаміна Баттона в тому, що це «інтимний епос про кохання та втрату, який є чистим кіно».
А. О. Скотт з «Нью-Йорк таймс» заявляє: «Загадкова історія Бенджаміна Баттона, що триває понад дві з половиною години, зітхає від туги і кипить від інтриг, досліджуючи філософські загадки та емоційні парадокси стану свого головного героя в дусі, який повинен більше Хорхе Луїсу Борхесу, ніж Фіцджеральду». Скотт похвалив Фінчера і написав: «Грунтуючись на досягненнях таких піонерів, як Стівен Спілберг, Пітер Джексон і Роберт Земекіс, пан Фінчер додав делікатності і витонченості в цифрове кіновиробництво», і далі заявляє: «Хоча він стоїть на плечах проривів, подібно «Особливій думці», «Володарю перснів» і «Форресту Гампу», Бенджамін Баттон може бути найсліпучішим з подібних гібридів саме тому, що він найтонший». Він також заявив: «У той же час, як і будь-яке інше кохання, як і будь-який фільм, воно затьмарене розчаруванням і приречене на кінець».
З іншого боку, Енн Хорнадей із Вашингтон пост заявляє: «Не можна заперечувати явні амбіції та технічну майстерність «Загадкової історії Бенджаміна Баттона». Що менш ясно, то це те, що він повністю заробляє своє власне роздуте почуття власної важливості», і далі каже: «Він грає дуже обережно, коли повинен дозволити майоріти своєму потворному прапору». Кімберлі Джонс із The Austin Chronicle розкритикувала фільм і заявила: «Фінчер продає нам вилицюватих кінозірок, що граються у простирадлах, і називає це великою любов'ю. Я ні секунду не купилася на це». Роджер Еберт із Chicago Sun-Times дав фільму дві з половиною зірки з чотирьох, заявивши, що це «чудово знятий фільм, оснований на глибоко помилковій передумові… Передумова фільму знецінює будь-які стосунки, робить марною будь-яку дружбу чи романтику, і плює не в обличчя долі, а назад, в пащу часу».
Пітер Бредшоу в The Guardian назвав фільм «166 хвилин солодкої нудьги», поставивши йому одну зірку з п'яти. Космо Ландесман із The Sunday Times дав фільму дві зірки з п'яти, написавши: «Ідея фільму не має сенсу. Це прийом, який триває майже три години ... «Загадкова історія Бенджаміна Баттона» - це заспокійливий голлівудський фільм, який пропонує безпечний та очищений погляд на життя та смерть». Джеймс Крістофер у The Times назвав це «втомливим марафоном диму та дзеркал. З погляду основних вимог драми з трьома барабанами, фільму бракує змісту, достовірності, гідного сценарію та персонажів, які вам справді можуть бути цікавими». Дерек Малкольм з лондонської Evening Standard вважає, що «ніколи і ні в який момент ви не відчуваєте, що в цьому є щось більше, ніж дивна історія, яку веде режисер, який знає, що він робить, але не завжди знає, чому він це робить».

## Виноски
1. ↑  Також відомий під назвою «Загадкова справа Бенджаміна Баттона»